# Malawi i olympiska sommarspelen 2020
Malawi deltog med en trupp på fem idrottare vid de olympiska sommarspelen 2020 i Tokyo som hölls mellan den 23 juli och 8 augusti 2021 efter att ha blivit framflyttad ett år på grund av coronaviruspandemin. Det var 11:e sommar-OS som Malawi deltog vid. Ingen av landets deltagare erövrade någon medalj.

## Bågskytte
| Idrottare    | Gren                   | Rankningsomgång | Rankningsomgång | 32-delsfinal         | Sextondelsfinal      | Åttondelsfinal       | Kvartsfinal          | Semifinal            | Final / BM           | Final / BM       |
| Idrottare    | Gren                   | Poäng           | Placering       | Motståndare Resultat | Motståndare Resultat | Motståndare Resultat | Motståndare Resultat | Motståndare Resultat | Motståndare Resultat | Placering        |
| ------------ | ---------------------- | --------------- | --------------- | -------------------- | -------------------- | -------------------- | -------------------- | -------------------- | -------------------- | ---------------- |
| Areneo David | Herrarnas individuella | 562             | 64              | Kim (KOR) L 0-6      | Gick inte vidare     | Gick inte vidare     | Gick inte vidare     | Gick inte vidare     | Gick inte vidare     | Gick inte vidare |

## Friidrott
Förkortningar
- Notera– Placeringar avser endast det specifika heatet.
- Q = Tog sig vidare till nästa omgång
- q = Tog sig vidare till nästa omgång som den snabbaste förloraren eller, i teknikgrenarna, genom placering utan att nå kvalgränsen
- i.u. = Omgången fanns inte i grenen
- Bye = Idrottaren behövde inte tävla i omgången

Gång- och löpgrenar
| Idrottare        | Gren           | Inledande omgång | Inledande omgång | Heat     | Heat      | Semifinal        | Semifinal        | Final            | Final            |
| Idrottare        | Gren           | Resultat         | Placering        | Resultat | Placering | Resultat         | Placering        | Resultat         | Placering        |
| ---------------- | -------------- | ---------------- | ---------------- | -------- | --------- | ---------------- | ---------------- | ---------------- | ---------------- |
| Asimenye Simwaka | Damernas 100 m | 11,76            | 2 Q 0NR0         | 11.68    | 8 0NR0    | Gick inte vidare | Gick inte vidare | Gick inte vidare | Gick inte vidare |

## Judo
| Idrottare        | Gren                            | Sextondelsfinal         | Åttondelsfinal       | Kvartsfinal          | Semifinal            | Återkval             | Final / BM           | Final / BM |
| Idrottare        | Gren                            | Motståndare Resultat    | Motståndare Resultat | Motståndare Resultat | Motståndare Resultat | Motståndare Resultat | Motståndare Resultat | Placering  |
| ---------------- | ------------------------------- | ----------------------- | -------------------- | -------------------- | -------------------- | -------------------- | -------------------- | ---------- |
| Harriet Boniface | Damernas extra lättvikt (48 kg) | Chibana (BRA) L 000–100 | Gick inte vidare     | Gick inte vidare     | Gick inte vidare     | Gick inte vidare     | Gick inte vidare     | 17         |

## Simning
| Idrottare        | Gren                  | Heat  | Heat      | Semifinal        | Semifinal        | Final            | Final            |
| Idrottare        | Gren                  | Tid   | Placering | Tid              | Placering        | Tid              | Placering        |
| ---------------- | --------------------- | ----- | --------- | ---------------- | ---------------- | ---------------- | ---------------- |
| Filipe Gomes     | Herrarnas 50 m frisim | 24,00 | 47        | Gick inte vidare | Gick inte vidare | Gick inte vidare | Gick inte vidare |
| Jessica Makwenda | Damernas 50 m frisim  | 28,96 | 61        | Gick inte vidare | Gick inte vidare | Gick inte vidare | Gick inte vidare |